# 1930 في الجزائر
الأحداث من عام  1930 في الجزائر.

## المواليد
- 5 مارس – طالب عبد الرحمان– عرف بكيميائي معركة الجزائر 1957.
- 11 مارس –إسماعيل حمداني – سياسي ورئيس حكومة سابق. تقلد منصب رئيس الحكومة الجزائرية من 15 ديسمبر 1998 إلى 23 ديسمبر 1999 أي في فترة حكم اليمين زروال وعبد العزيز بوتفليقة. سبقه في هذا المنصب أحمد أويحي وخلفه أحمد بن بيتور.
- 14 مايو علي عمار الشهير علي لابوانت – أحد الشخصيات المشهورة في الثورة الجزائرية.[1][2][3]
- بوعلام بسايح –سياسي ووزير جزائري سابق ورئيس المجلس الدستوري سابقاً من سنة 2005 إلى غاية 2012 وهو أيضاً كاتب ومؤرخ وأديب.